# Норден, Эдуард
Эдуард Норден (нем. Eduard Norden; 1868—1941) — немецкий филолог.
Был профессором классической филологии в Бреславском университете. Его труды: «In Varronis saturas Menippeas observationes» (1891); «Beiträge zur Geschichte der griechischen Philosophie» (1892); «Die antike Kunstprosa von VI Jahrhundert vor Christ. bis in die Zeit der Renaissance» (1898).
Член-корреспондент Академии Наук СССР c 31.01.1931 по отделению общественных наук (классическая филология).